# تخریب پلیمر
تخریب پلیمر عبارت است از کاهش خواص فیزیکی یک پلیمر، مانند استحکام که در اثر تغییر در ترکیب شیمیایی آن ایجاد می‌شود. پلیمرها و به‌ویژه پلاستیک‌ها در تمام مراحل چرخه عمر محصول خود، از جمله در هنگام تولید، استفاده، دفع در محیط زیست و بازیافت، در معرض تخریب قرار می‌گیرند. نرخ این تخریب به‌طور قابل توجهی متفاوت است. تجزیه زیستی می‌تواند چندین دهه طول بکشد، در حالی که برخی از فرآیندهای صنعتی می‌توانند یک پلیمر را در چند ساعت به‌طور کامل تجزیه کنند.
فن آوری‌هایی برای افزایش یا جلوگیری از تخریب توسعه یافته‌اند. به عنوان مثال، تثبیت کننده‌های پلیمری اطمینان حاصل می‌کنند که اقلام پلاستیکی با خواص مطلوب تولید شوند، طول عمر مفید آنها را افزایش یابد و بازیافت آنها تسهیل شود. برعکس، افزودنی‌های زیست تخریب‌پذیر با افزایش زیست تخریب‌پذیری، تخریب زباله‌های پلاستیکی را تسریع می‌کنند. برخی از حالت‌های بازیافت پلاستیک می‌تواند شامل تجزیه کامل پلیمر به مونومر یا سایر مواد شیمیایی باشد.
به‌طور کلی گرما، نور، هوا و آب مهمترین عوامل در تخریب پلیمرهای پلاستیکی هستند. بیشتر تغییرات شیمیایی اکسیداسیون و بریدگی زنجیره است که منجر به کاهش وزن مولکولی و درجه پلیمریزاسیون پلیمر می‌شوند. این تغییرات بر خواص فیزیکی مانند استحکام، چکش خواری، شاخص جریان مذاب، ظاهر و رنگ تأثیر می‌گذارد. این تغییرات خواص اغلب «سالخوردگی» نامیده می‌شود.

## حساسیت

تولید جهانی پلاستیک بر اساس نوع پلیمر در سال ۲۰۱۵: PP: پلی پروپیلن، PE: پلی اتیلن، PVC: پلی وینیل کلراید، PS: پلی استایرن، PET: پلی اتیلن ترفتالات

پلاستیک‌ها بسیار متنوع‌اند؛ با این حال چندین نوع پلیمر کالایی بر تولید جهانی غالب هستند: پلی اتیلن (PE)، پلی پروپیلن (PP)، پلی وینیل کلراید (PVC)، پلی اتیلن ترفتالات (PET, PETE)، پلی استایرن (PS)، پلی کربنات (PC)، و پلی (متیل متاکریلات) (PMMA). تخریب این مواد از اهمیت بالایی برخوردار است زیرا بیشترین زباله‌های پلاستیکی را تشکیل می‌دهند.
این پلاستیک‌ها همه ترموپلاستیک هستند و احتمال در معرض تخریب قرار گرفتن آن‌ها از ترموست‌ها بیشتر است، همان‌طور که اتصال عرضی بیشتری دارند. بیشتر آن‌ها (PP, PE, PVC, PS و PMMA) پلیمرهای افزودنی با زنجیره اصلی تمام کربنی هستند که در برابر اکثر انواع تخریب مقاوم‌تر هستند. PET و PC پلیمرهای تراکمی حاوی گروه‌های کربونیل هستند که نسبت به هیدرولیز و حمله UV حساس‌تر هستند.

## تخریب در حین پردازش

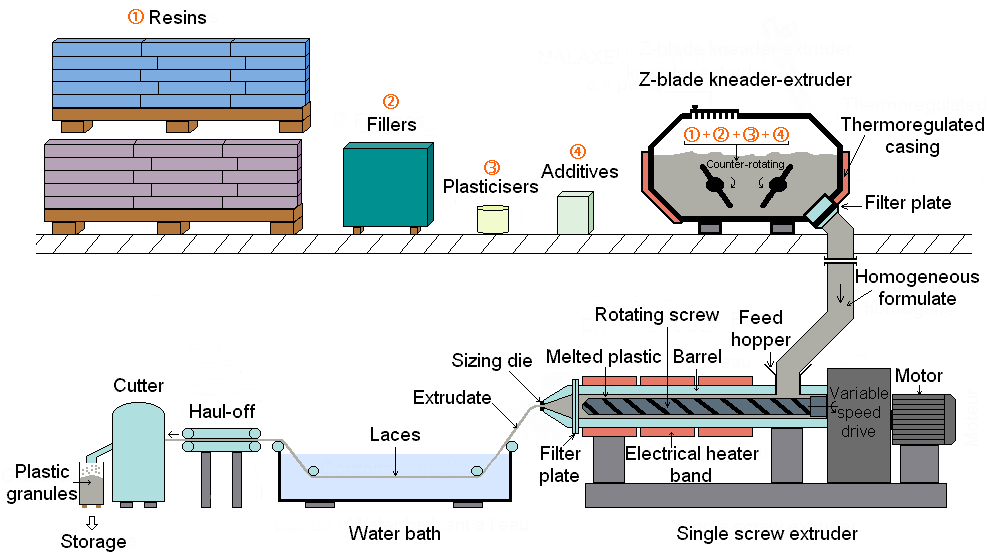
طرح ترکیب پلاستیک

پلیمرهای ترموپلاستیک (چه بکر و چه بازیافتی) باید تا زمانی که مذاب شوند حرارت داده شوند تا به شکل نهایی خود درآیند و دمای فرآوری آن بین ۱۵۰ تا ۳۲۰ درجه سانتیگراد (۳۰۰ تا ۶۰۰ درجه فارنهایت) با توجه به نوع پلیمر باشد. پلیمرها در این شرایط اکسید می‌شوند، حتی در غیاب هوا، این دماها برای ایجاد تخریب حرارتی در برخی مواد کافی است. پلیمر مذاب همچنین تنش برشی قابل توجهی را در حین اکستروژن و قالب‌گیری تجربه می‌کند که برای چفت شدن زنجیره‌های پلیمری کافی است. بر خلاف بسیاری از اشکال دیگر تخریب، اثرات فرآوری مذاب به جای لایه‌های سطحی، کل پلیمر را تخریب می‌کند. این تخریب، نقاط ضعف شیمیایی را به پلیمر وارد می‌کند، به‌ویژه به شکل هیدروپراکسیدها، که به مکان‌هایی برای تخریب بیشتر در طول عمر جسم تبدیل می‌شوند.
پلیمرها اغلب در معرض بیش از یک بار فرآوری مذاب قرار می‌گیرند که می‌تواند به‌طور تجمعی باعث تخریب شود. پلاستیک بکر معمولاً برای معرفی مواد افزودنی مانند رنگ‌ها، رنگدانه‌ها و تثبیت‌کننده‌ها تحت ترکیب (مستربچینگ) قرار می‌گیرد. مواد گلوله شده تهیه شده نیز ممکن است از قبل در کوره خشک شوند تا رطوبت کمیاب قبل از ذوب نهایی و قالب‌گیری در اقلام پلاستیکی از بین برود. پلاستیکی که با ذوب مجدد ساده بازیافت می‌شود (بازیافت مکانیکی) معمولاً تخریب بیشتری نسبت به مواد تازه نشان می‌دهد و در نتیجه ممکن است خواص ضعیف تری داشته باشد.

### اکسیداسیون حرارتی
اگرچه سطح اکسیژن در داخل تجهیزات پردازش معمولاً پایین است، نمی‌توان آن را به‌طور کامل کنار گذاشت، و اکسیداسیون حرارتی معمولاً سریعتر از تخریبی که منحصراً حرارتی است (یعنی بدون هوا) انجام می‌شود. واکنش‌ها از مکانیسم عمومی خوداکسیداسیون پیروی می‌کنند که منجر به تشکیل پراکسیدهای آلی و کربونیل‌ها می‌شود. افزودن آنتی‌اکسیدان‌ها ممکن است چنین فرآیندهایی را مهار کند.

### تخریب حرارتی
حرارت دادن پلیمرها تا دمای کافی بالا می‌تواند باعث تغییرات شیمیایی مخرب حتی در غیاب اکسیژن شود. این تغییرات معمولاً با بریدگی زنجیره شروع می‌شوند و رادیکال‌های آزاد تولید می‌کنند که در درجه اول در عدم تناسب و اتصالات عرضی دخالت دارنند. پی وی سی حساس‌ترین پلیمر رایج از نظر حرارتی است که تخریب عمده آن در دماهای بالاتر از ۲۵۰ درجه سلسیوس (۴۸۲ درجه فارنهایت) رخ می‌دهد؛ پلیمرهای دیگر در دماهای بالاتر تجزیه می‌شوند.

### تخریب حرارتی مکانیکی
پلیمرهای مذاب، سیالات غیر نیوتنی با ویسکوزیته بالا هستند و برهمکنش بین تخریب حرارتی و مکانیکی آنها می‌تواند پیچیده باشد. در دماهای پایین، پلیمر مذاب چسبناک تر است و بیشتر در معرض تخریب مکانیکی از طریق تنش برشی است. در دماهای بالاتر ویسکوزیته کاهش می‌یابد اما تخریب حرارتی افزایش می‌یابد. اصطکاک در نقاط پرشور نیز می‌تواند باعث گرمایش موضعی شود که منجر به تخریب حرارتی اضافی می‌شود.
تخریب مکانیکی را می‌توان با افزودن روان‌کننده‌ها کاهش داد که به آنها کمک پردازش یا کمک جریان نیز می‌گویند. اینها می‌توانند اصطکاک را در برابر ماشین آلات پردازش و همچنین بین زنجیره‌های پلیمری کاهش دهند و در نتیجه ویسکوزیته مذاب را کاهش دهند. روان‌کننده‌های رایج موم‌هایی با وزن مولکولی بالا (موم پارافین، استرهای موم و غیره) یا استئارات فلزی (به عنوان مثال استئارات روی) هستند.

## تخریب در حین خدمت

تولید جهانی زباله پلاستیکی بخش صنعتی در سال ۲۰۱۵، بر حسب تن در سال

بیشتر اقلام پلاستیکی مانند مواد بسته‌بندی به‌طور مختصر و تنها یک بار استفاده می‌شوند. این مواد به ندرت در طول عمر خود تخریب پلیمر را تجربه می‌کنند. سایر اقلام تنها با تخریب تدریجی محیط طبیعی مواجه می‌شوند. با این حال، برخی از اقلام پلاستیکی می‌توانند عمر طولانی در محیط‌های تهاجمی داشته باشند، به ویژه در محیط‌هایی که در معرض گرما یا حملات شیمیایی طولانی مدت هستند. تخریب پلیمر می‌تواند در این موارد قابل توجه باشد و در عمل، اغلب تنها با استفاده از تثبیت کننده‌های پلیمری پیشرفته مهار می‌شود. گرما، نور، هوا و آب رایج‌ترین راه‌های تخریب هستند، اما روش‌های دیگری نیز برای تخریب وجود دارد.

### الکترونیک
پلاستیک‌ها به‌طور گسترده در ساخت اقلام الکتریکی مانند برد مدار و کابل‌های برق استفاده می‌شوند. این کاربردها می‌توانند خشن باشند و پلاستیک را در معرض ترکیبی از حملات حرارتی، شیمیایی و الکتروشیمیایی قرار دهند. بسیاری از اقلام الکتریکی مانند ترانسفورماتورها، ریزپردازنده‌ها یا کابل‌های ولتاژ بالا برای سال‌ها یا حتی دهه‌ها در دماهای بالا کار می‌کنند که منجر به اکسیداسیون حرارتی در سطح پایین اما مداوم می‌شود. این می‌تواند با تماس مستقیم با فلزات تشدید شود، که می‌تواند باعث تشکیل رادیکال‌های آزاد شود، به عنوان مثال، واکنش فنتون روی هیدروپراکسیدها. ولتاژهای بالا همچنین می‌توانند به مواد عایق مانند دی الکتریک آسیب برسانند، که از طریق درختان الکتریکی ناشی از تنش در اثر میدان الکتریکی طولانی مدت تخریب می‌شود.

## کتابشناسی - فهرست کتب
- لوئیس، پیتر ریس، رینولدز، کی و گاگ، سی، مهندسی مواد قانونی: مطالعات موردی، مطبوعات CRC (2004)
- Ezrin, Meyer, Plastics Failure Guide: Cause and Prevention, Hanser-SPE (1996).
- رایت، دیوید سی. ترک خوردگی استرس محیطی پلاستیک RAPRA (2001).
- Lewis, Peter Rhys, and Gagg, C, Forensic Polymer Engineering: چرا محصولات پلیمری در خدمت شکست می‌خورند، Woodhead/CRC Press (2010).